# Eremoryzomys polius
Eremoryzomys polius is een knaagdier uit de Oryzomyini dat voorkomt in de vallei van de Río Marañón in de noordelijke Andes van Peru. Het is de enige soort van het geslacht Eremoryzomys. Deze soort wordt meestal tot Oryzomys gerekend, maar recent onderzoek suggereert dat E. polius niet nauw verwant is aan Oryzomys zelf, maar in plaats daarvan de zustergroep is van een klade dat onder andere Holochilus, Nectomys en Oryzomys zelf omvat. De geslachtsnaam Eremoryzomys is een combinatie van het Griekse woord ερημια voor "eenzame plaats" met de naam Oryzomys en verwijst naar de eenzame locatie van de verspreiding van E. polius.
De rugvacht is grijs, de buikvacht lichter (wit). De oren zijn kort. Bij het begin van de klauwen aan de achtervoet zitten kroontjes van haren. De lange staart is aan de bovenkant donkerder dan aan de onderkant.